# Acanthocercus adramitanus
Acanthocercus adramitanus är en ödleart som beskrevs av Anderson 1896. Acanthocercus adramitanus ingår i släktet Acanthocercus och familjen agamer. IUCN kategoriserar arten globalt som livskraftig. Inga underarter finns listade i Catalogue of Life.
Arten förekommer på södra Arabiska halvön, framför allt i Jemen. Den lever i bergstrakter vid cirka 2000 meter över havet. Acanthocercus adramitanus vistas i klippiga områden, ofta nära vattenpölar med växtlighet. Den besöker människans samhällen och äter insekter.